# Magnetometer

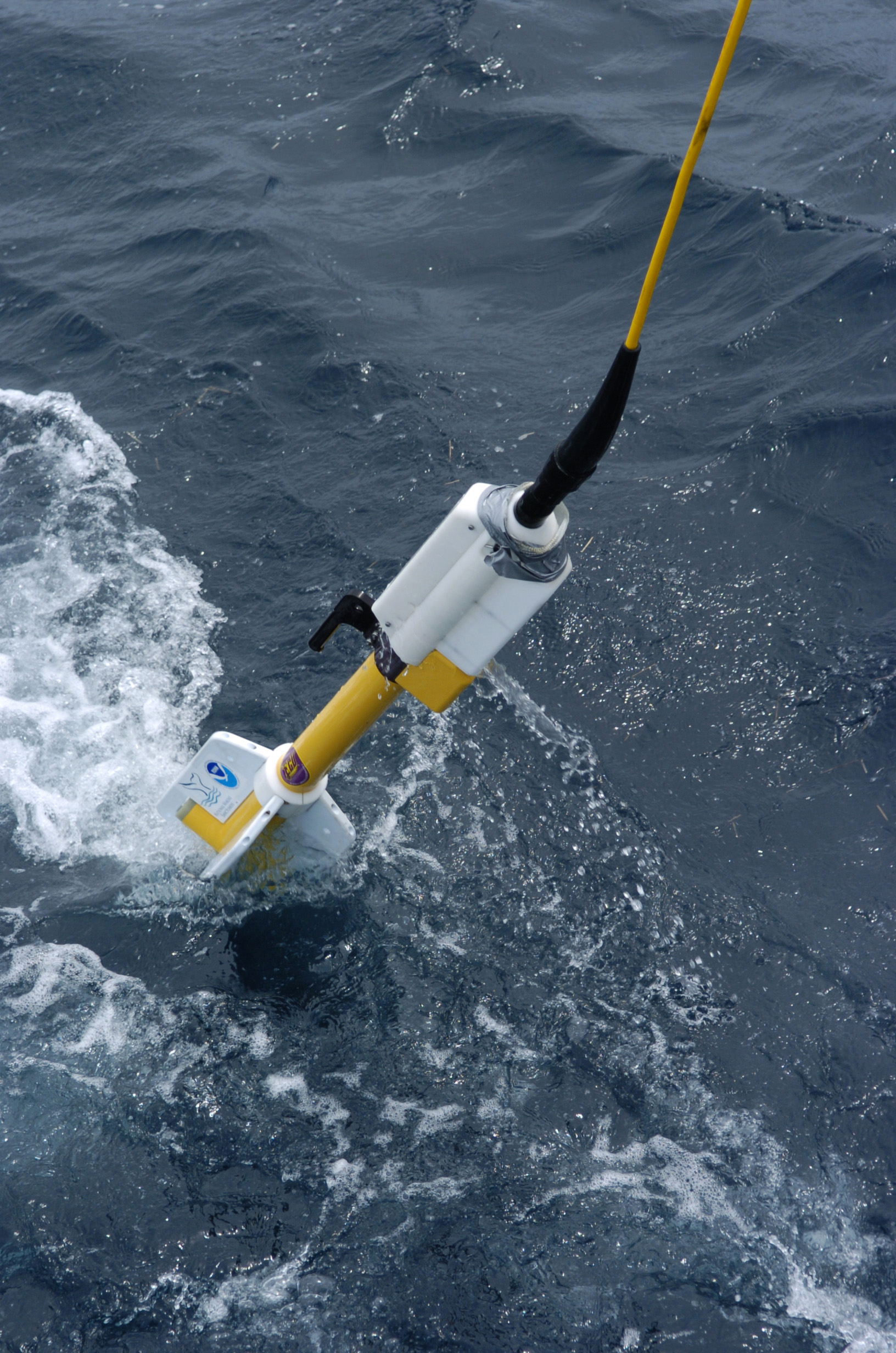
Magnetometer under användning, 2004

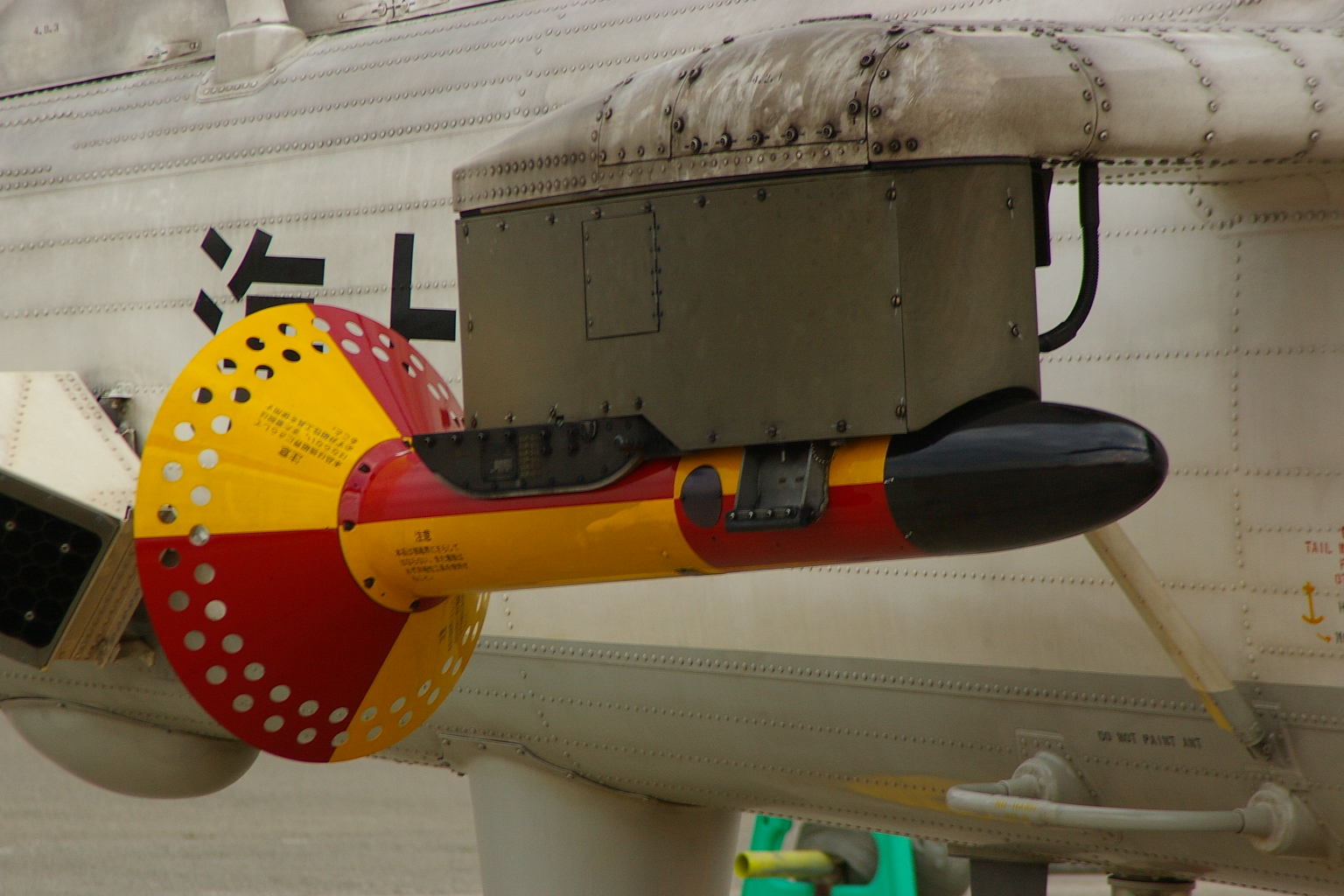
AN/ASQ-81 är en magnetometer som används för att upptäcka ubåtar i undervattensläge.

En magnetometer är ett vetenskapligt mätinstrument som används för att mäta styrkan och/eller riktningen hos magnetfältet runt instrumentet. 

## Användning
Magnetometrar används i geologin för att mäta jordens magnetfält (magnetosfären). Framförallt ger järnhaltiga mineral utslag i magnetometrar och kan därför hjälpa i jakten efter malmfyndigheter. De används också för att hitta arkeologiska fyndplatser, skeppsvrak och andra begravda föremål. Magnetometrar kan göras mycket känsliga och kan ge tecken på norrskensaktivitet innan själva norrskensljuset blir synligt. Det finns ett nätverk av magnetometrar runt jorden som konstant mäter solvindens effekt på jordens magnetfält.
Magnetometrar finns även inbyggda i vissa datorlika mobiltelefoner, då för att användas till kompassfunktionalitet.

## Typer
Magnetometrar kan uppdelas i tre huvudsakliga typer
- skalära magnetometrar som mäter magnetfältets totala styrka.
- vektormagnetometrar som har förmågan att mäta magnetfältets styrka i en viss riktning.
- magnetisk anomalidetektor mäter lokala avvikelser i ett magnetfält orsakat av större metallföremål.

Med tre ortogonala vektormagnetometrar kan magnetfältets vektorstyrka bestämmas noggrant. Ett exempel av vektormagnetometrar är så kallade SQUIDs.
En magnetograf är en särskild slags magnetometer som kontinuerligt avbildar magnetfältets styrka på en löpande pappersremsa eller spelar in den på ett elektroniskt medium.